# Alien Jäger – Mysterium in der Antarktis
Alien Jäger – Mysterium in der Antarktis ist ein Science-Fiction-Film mit James Spader aus dem Jahr 2003. Der Film wurde in Deutschland am 9. Oktober 2003 direkt auf DVD vermarktet.

## Handlung
Die NASA unterhält in der Antarktis ein Labor, dessen Mitarbeiter ein Objekt im Eis finden. Als sie das Objekt in einem Eisblock in der Station untersuchen wollen, beginnt es trotz Kühlung aufzutauen. Die außerirdische Kapsel beginnt, ähnliche Signale wie jene, die man 1947 in Roswell fand, zu senden. Der Kryptologe Julian Rome, der früher für SETI arbeitete, wird mit der Dechiffrierung der Signale beauftragt.
Als man gegen seinen Rat die Kapsel öffnet, entwischt daraus nicht nur ein Außerirdischer, sondern auch ein gefährliches Virus, das die Menschheit bedroht.
Ein U-Boot wird beauftragt, das Labor zu zerstören, um die Ausbreitung der Seuche zu verhindern.

## Kritiken
Jack Sommersby schrieb auf EFILMCRITIC.COM, James Spader würde im Film „wunderbar“ spielen.

„Ansehnlich fotografierte Science-Fiction-Produktion im Fernsehformat, die den Roswell-Mythos als Aufhänger bemüht, um eine Alien-Geschichte zu erzählen, die an die B-Pictures der 1950er-Jahre erinnert. Anleihen beim Christian-Nyby-Klassiker ‚Das Ding aus einer anderen Welt‘ (1951) sind unübersehbar.“

„‚Contact‘, ‚Akte X‘ und natürlich ‚Alien‘ standen Pate: Obwohl sich kein einziger neuer Einfall unterm Eis verbirgt, könnte dieser Klischee-Trip manchem Genrefan das Herz wärmen. Gegen Ende gibt’s ein paar nette Effekte, und die Story schlittert schön überdreht ins Esoterische ab. Fazit: Zusammengeklautes, aber passables B-Movie.“